# História de Jataí
A História de Jataí se inicia com os índios caiapós, que ocupavam todo o sul e sudoeste de Goiás. Ao longo dos séculos XVIII e XIX, os caiapós foram perdendo terreno diante do avanço da colonização luso-brasileira. Em meados do século XIX, o imperador dom Pedro II decidiu que o interior do país deveria ser povoado e, para tal fim, decretou a criação de diversos incentivos a quem pudesse ocupar os desconhecidos sertões além do rio Paranaíba. O sudoeste de Goiás passou a receber, então, famílias oriundas de diversas regiões do país, atraídas pelos incentivos dados pelo imperador, como isenção de impostos por 10 anos e doações de terras para a formação de fazendas. Daí, o início de vários arraiais e, posteriormente, cidades. Com essa atitude, o imperador gerou um imediato incentivo à exploração e ocupação de novas áreas no interior do país, pois se tornaria o dono dessas terras quem as ocupasse primeiro em regime de posse.
Segundo a tradição oral, os primeiros a se aventurar por essas bandas foram o fazendeiro paulista José Rodrigues de Mendonça, sua esposa, seus seis filhos e seus dois genros, que chegaram à região Sudoeste de Goiás e se apossaram de uma área que equivale a sete sesmarias. Foi José quem doou o património a Nossa Senhora das Dores para construção de uma capela, onde se formou um arraial que, mais tarde, viria a se tornar a cidade de Rio Verde.

## Os índios
Os índios Kayapó, pertencentes à família linguística Jê, também chamados de Bororos ou vulgarmente de Bugres, dominavam todo o sul e sudoeste da capitania de Goiás. Apesar de seminômades, possuíam aldeias na região de Rio Claro (atual cidade de Iporá), na Serra dos Caiapós, em Torres do Rio bonito (actual Caiapônia), no alto curso do rio Araguaia e próximo ao antigo caminho de Goiás. Seu território estendia-se além dos limites da capitania de Goiás: a oeste, em Camapuã, no Mato Grosso do Sul; a norte, na região entre o Xingu e o Araguaia. Dedicavam-se à horticultura, à caça e à pesca, além de serem conhecidos como povo guerreiro que agia quase sempre com extrema crueldade, se lançando à guerra sem nenhum temor.
A partir da década de 1820, a nação Cayapó viu suas terras serem ocupadas por invasores estranhos. 
Com a invasão de suas terras, não tardou para que uma situação de tragédia se instalasse no sudoeste de Goiás. No correr do século XIX e início dos anos 1900, há registros de casos dramáticos ocorridos, mais precisamente no município de Jataí. Os atos de barbárie dos indígenas contra famílias inteiras de posseiros, viajantes, vaqueiros, ex-escravos e criações naquela época eram assunto de rotina na região, e deixavam, inquieta e amedrontada, a população, principalmente os moradores da área rural do Sudoeste goiano.
No entanto, entre tantas tragédias, a que mudou a história do conflito entre indígenas e não indígenas no Sudoeste de Goiás foi a que teve, como vítimas, o fazendeiro Joaquim Francisco Vilella (filho do pioneiro coronel José Manoel Vilella) e dois de seus filhos, além de um escravo. Os mesmos foram atacados furtivamente quando faziam a manutenção uma de suas propriedades na região do São Domingos, no termos da vila do Jatahy. Após o ataque à família Vilela, foi organizada uma bandeira com cerca de 200 homens para caçar e matar todo e qualquer índio na região, tendo sido encomendado armamento pesado vindo de Uberaba para tal.
Na década de 1910, os Caiapós já havia sido dizimados ou "amansados" em sua totalidade.
Em suas andanças pelo sul de Goiás, o escritor Oscar Leal conta, em seu livro "Viagem às terras Goyanas", de 1892, os relatos de fazendeiros da época sobre os ataque dos índios.

## Os Pioneiros
Podemos destacar, como fundamental tanto para o desbravamento destes sertões quanto para a criação da Vila de Jataí, a ação de vários pioneiros como José Manoel Vilella, José Carvalho Bastos, José Antônio de Carvalho (o Bonfim), Serafim José de Barros, os irmãos José Primo da Costa Lima e Justino da Costa Lima, os irmãos Morais Gouveia e Francisco Ferreira Coelho, entre outros.                                                                                                                                                                                                                                                                                                                                                                                                                     
No ano de 1836, chegou, à região, o capitão Francisco Joaquim Vilela e seu filho José Manoel Vilela, procedentes de Espírito Santo dos Coqueiros, distrito de Lavras do Funil, hoje cidade de Coqueiral, na região sul de Minas Gerais. Eles entraram pelo leste através de Santa Rita do Paranaíba e seguiram em direção Oeste, passando por terras já ocupadas por outros posseiros, até que, em setembro de 1836, cruzaram o rio dos Pasmados (hoje, rio Claro) e demarcaram posses às margens do ribeirão Ariranha, afluente do rio Claro. A fazenda Ariranha foi registrada em cartório em 26 de dezembro de 1857.
Também em 1836, chegou, à região, José Joaquim de Morais e seus irmãos à procura de terras para criação de gado. José demarcou terras que formaram a fazenda do "Bom Jardim". Seu irmão Antônio Joaquim de Morais demarcou as fazendas: "Varginha" e "Boa Vista do Rio Claro". Seu irmão Luís Antônio de Morais demarcou a fazenda "Santa Bárbara". Todo tinham fazendas no distrito de São José do Tijuco, e vieram demarcar terras em Jataí, voltaram e venderam as terras de Minas Gerais. José Joaquim de Morais não chegou a morar nas suas terras demarcadas, pois já havia comprado uma fazenda em Sant'Ana do Paranaíba: a fazenda "Iara".
No ano de 1837, veio, se apossar das terras da futura "fazenda Bom Jardim", o genro de José Joaquim de Morais: o jovem José Carvalho Bastos, que trouxe, consigo, a esposa Ana Cândida Gouveia de Morais e o primo José Antônio de Carvalho. Ao explorar suas posses, José de Carvalho Bastos encontrou José Manuel Vilela se instalando nas margens do ribeirão Ariranha. Do encontro dos dois pioneiros, ficou acertado, amigavelmente, de modo definitivo, simples e prático, que as terras banhadas por águas da margem esquerda do Ribeirão Ariranha pertenceriam aos Vilelas, e as percorridas por afluentes do Ribeirão Bom Jardim seriam dos Carvalhos.

## O povoado
Em 13 de maio de 1848, o fazendeiro Francisco Joaquim Vilela lavrou uma escritura doando uma gleba para a construção de uma capela em homenagem ao Divino Espírito Santo. O povoamento surgiu próximo ao encontro dos córregos Jataí e do Sapo. A Rua da Ponte ou Rua do Sapo (atual Rua Jerônimo Silva) foi a primeira via a ser chamada de rua. Por ali, as famílias construíram suas primeiras casas, obedecendo a um alinhamento em direção à cabeceira do Açude. A boa distância do Córrego do Sapo, logo surgiu o Largo da Cadeia. Abriu-se a Rua Direita (atual José Manoel Vilela) até o largo que seria chamado de Praça da Matriz, que viria a ser o endereço da elite rural. O registro da escritura só foi feito oito anos depois, em 5 de agosto de 1856, em cartório de Dores do Rio Verde, então sede do Município.
Ainda podemos citar, como cruciais para o desenvolvimento e emancipação da vila, as ações do padre Antônio Marques Santarém, do padre Joaquim Cornélio Brom, do professor Herculano José Carneiro de Mendonça, do professor José Antônio de Jesus (o primeiro deputado estadual da cidade, em 1895), entre outros.
Em 17 de agosto de 1864, o presidente da Província de Goiás elevou, à categoria de freguesia, a Capela do Divino Espírito Santo do Paraíso, criando, assim, o distrito de Paraíso.
Em 9 de julho de 1867, foi lançada a pedra fundamental da capela pelo padre Antônio Marques Santarém.
Em 28 de julho de 1882, de acordo com a resolução nº 668, foi lançada a pedra fundamental para a criação do município de Paraíso.
Em 2 de fevereiro de 1885, recebeu o nome de Jataí. No entanto, foi através da Lei Estadual nº 56, de 31 de maio de 1895, que a sede do município se elevou à categoria de cidade de Jataí, por imposição do tenente-coronel José Manoel Vilela. A comarca de Jataí foi implantada em 21 de julho de 1898, desmembrando-se judicialmente de Rio Verde.